# Achterstern

Achterstern

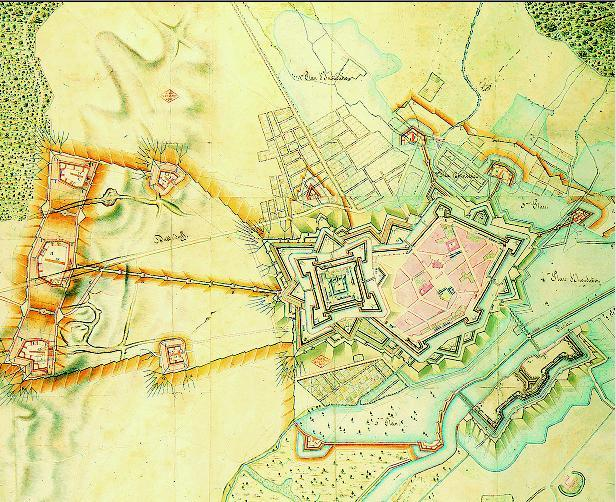
Der von den Franzosen geplante Endausbau der Festung Jülich

Der Achterstern (auch Achtstern) oder Oktogramm ist eine geometrische Form, die in der Architektur u. a. im Festungsbau verwendet wurde.
Im Festungsbau war diese Figur geradezu von grundlegender Bedeutung. Entscheidend dabei war, dass die Bastion möglichst viele und kurze Wände aufwies, um dem Angreifer den Angriff zu erschweren. Eine große Angriffsfläche wurde so vermieden.
Der Achtstern unterscheidet sich vom Achtort und dem Oktogon, die ebenfalls außen acht Eckpunkte aufweisen, die aber anders verbunden sind.